# 法澤卡斯山
83°8′S 163°10′E / 83.133°S 163.167°E
法澤卡斯山（英語：Fazekas Hills）
是南極洲的山峰，位於沙克爾頓海岸的洛厄里冰川東岸，屬於伊麗莎白女王嶺的一部分，處於烏納山以東，全長17公里，以美國研究隊的氣象學家命名。